# Hans-Hermann Herbst
Hans-Hermann Herbst (* 15. Februar 1951) ist ein ehemaliger deutscher Fußballspieler, der von 1974 bis 1977 für den FC Vorwärts Frankfurt in der DDR-Oberliga, der höchsten Spielklasse im DDR-Fußball, aktiv war. Herbst ist vierfacher DDR-Juniorennationalspieler.

## Sportliche Laufbahn
Als Mitglied des 1. FC Magdeburg wurde Herbst 1967 in den Kader der DDR-Juniorennationalmannschaft berufen. Bis 1968 bestritt er vier Länderspiele, in denen er als Stürmer eingesetzt wurde. Nachdem er für den Männerbereich spielberechtigt geworden war, spielte er von 1969 bis 1971 für Lok Stendal in der zweitklassigen DDR-Liga. Bis zum Oktober 1971 kam er in 27 Punktspielen zum Einsatz und erzielte fünf Tore. Im November 1971 wurde er zum Wehrdienst in die Nationale Volksarmee eingezogen. Dort konnte er weiterhin Fußball bei der Armeesportgemeinschaft Vorwärts Neubrandenburg in der DDR-Liga spielen. Herbst blieb bis zum Ende der Saison 1973/74 in Neubrandenburg, wo er sich mit 60 Einsätzen in 66 ausgetragenen Punktspielen als Stammspieler etablierte und mit 17 Toren ein erfolgreicher Angriffsspieler wurde.
Mit diesen Leistungen wurde Herbst für den führenden Fußballklub der Armeesportvereinigung Vorwärts, den Oberligisten FC Vorwärts Frankfurt, interessant. Da dieser zuletzt gleich drei Offensivspieler verloren hatte, veranlasste er den Wechsel von Herbst nach Frankfurt zur Saison 1974/75. Herbst verkraftete den Wechsel in oberste Spielklasse ohne Schwierigkeiten und fand seinen Stammplatz im offensiven Mittelfeld. Er bestritt in seiner ersten Oberligasaison 25 von 26 Punktspielen und war mit fünf Treffern zweitbester Torschütze des FC Vorwärts. In der Hinrunde der Spielzeit 1975/76 setzte ihn Trainer Jürgen Großheim in allen dreizehn Oberligaspielen ein. Als anschließend Karl Traumann als Trainer eingesetzt wurde, verlor Herbst seinen Stammplatz und kam nur noch in sieben der dreizehn Rückrundenspiele zum Einsatz, wobei er nur dreimal in der Anfangself stand. Er wurde jedoch im Endspiel um den DDR-Fußballpokal eingesetzt, das die Frankfurter mit 0:3 gegen den 1. FC Lokomotive Leipzig verloren. Nachdem zur Saison 1976/77 Werner Wolf das Traineramt übernommen hatte, kehrte Herbst wieder in die Stammelf zurück, wo er weiterhin im Mittelfeld eingesetzt wurde. Bis zum 19. Spieltag hatte er nur eine Partie versäumt, danach wurde er zusammen mit seinem Mittelfeldpartner Frieder Andrich vom FC Vorwärts ausgeschlossen und für 18 Monate für Oberliga und DDR-Liga gesperrt.
Nach einer Zwischenstation bei der drittklassigen BSG Halbleiterwerk Frankfurt kehrte Herbst 1978 zum DDR-Ligisten Lok Stendal zurück. Nach Ablauf seiner Sperre konnte er dort ab Dezember 1978 in der 1. Mannschaft eingesetzt werden, und er bestritt alle restlichen elf Punktspiele. Mit Lok Stendal spielte Herbst bis 1983 in der DDR-Liga und kam dabei in 83 Punktspielen zum Einsatz. Er fehlte lediglich bei 16 Begegnungen. Herbst schoss insgesamt 20 Tore, wobei er in der Saison 1979/80 mit elf Treffern Torschützenkönig der Stendaler wurde. Als Lok Stendal nach der Saison 1982/83 aus der DDR-Liga absteigen musste, bedeutete dies für Hans-Hermann Herbst den endgültigen Abschied vom höherklassigen Fußball.